# Temporada 2000 del Campeonato de España de Rally
La temporada 2000 fue la edición 44.ª del Campeonato de España de Rally. Comenzó el 30 de marzo en el Rally Cataluña y finalizó el 19 de noviembre en el Rally de Madrid.

## Calendario
Último año del Rally Cataluña en el calendario nacional. El Rally Corte Inglés y el Rally de La Coruña eran puntuables para el campeonato de Europa.
| N.º    | Fecha                    | Rally                                  | Series | Resultados |
| ------ | ------------------------ | -------------------------------------- | ------ | ---------- |
| 1      | 30 de marzo - 2 de abril | 36.º Rally Cataluña-Costa Brava        | WRC    | Resultados |
| 2      | 14-15 de abril           | 24.º Rallye El Corte Inglés            | ERC    | Resultados |
| 3      | 12-14 de mayo            | 22.º Rallye Caja Cantabria             |        | Resultados |
| 4      | 26-27 de mayo            | 10.º Rally Mediterráneo-Airtel         |        | Resultados |
| 5      | 9-11 de junio            | 24.º Rallye Villa de Llanes            |        | Resultados |
| 6      | 23-24 de junio           | 33.er Rallye de Ourense                |        | Resultados |
| 7      | 7-9 de julio             | 24.º Rallye de Avilés                  |        | Resultados |
| 8      | 21-23 de julio           | 36.º Rallye Rías Baixas                |        | Resultados |
| 9      | 9-10 de septiembre       | 18.º Rallye Internacional de La Coruña | ERC    | Resultados |
| 10     | 22-23 de septiembre      | 37.º Rallye Príncipe de Asturias       |        | Resultados |
| 11     | 6-8 de octubre           | 30.º Rally de La Vendimia              |        | Resultados |
| 12     | 20-22 de octubre         | 6.º Rally de Salou-Costa Dorada        |        | Resultados |
| 13     | 3-4 de noviembre         | 26.º Rally Isla de Tenerife            |        | Resultados |
| 14     | 18-19 de noviembre       | 17.º Rally de Madrid                   |        | Resultados |
| Fuente |                          |                                        |        |            |

## Equipos
| Equipo                         | Vehículo                     | Piloto                | Copiloto                 | Rondas            |                   |
| Equipos oficiales              | Equipos oficiales            | Equipos oficiales     | Equipos oficiales        | Equipos oficiales | Equipos oficiales |
| ------------------------------ | ---------------------------- | --------------------- | ------------------------ | ----------------- | ----------------- |
| Citroën Hispania Citroën Sport | Citroën Xsara Kit Car        | Jesús Puras           | Marc Martí               | 1-11, 14          |                   |
| Peugeot Sport España           | Peugeot 306 Maxi             | Luis Monzón           | José Carlos Déniz        | 2-3, 5-14         |                   |
| Peugeot Sport España           | Peugeot 106 Maxi             | Roberto Solís         | Francisco Javier Álvarez | 2-10, 12, 14      |                   |
| Concesionarios Fiat            | Fiat Punto Kit Car           | Sergio Vallejo        | Diego Vallejo            | 5-10, 12-14       |                   |
| Equipos privados               |                              |                       |                          |                   |                   |
| RACC Motorsport                | SEAT Córdoba WRC             | Salvador Cañellas Jr. | Carlos del Barrio        | 1, 3, 5-7, 9-10   |                   |
| RACC Motorsport                | SEAT Córdoba WRC             | Marc Blázquez         | Jordi Mercader           | 14                |                   |
| RACC Motorsport                | Seat Ibiza GTi 16V           | Marc Blázquez         | Jordi Mercader           | 3-8, 10, 12       |                   |
| ?                              | Mitsubishi Lancer Evo VI     | Ignacio Sanfilippo    | José Vicente Medina      | 1                 |                   |
| ?                              | Mitsubishi Lancer Evo VI     | Ignacio Sanfilippo    | Diego Vallejo            | 3                 |                   |
| ?                              | Mitsubishi Lancer Evo VI     | Ignacio Sanfilippo    | Víctor Pérez Rodríguez   | 14                |                   |
| ?                              | Mitsubishi Lancer Evo VI     | Ignacio Sanfilippo    | Ezequiel Navábal         | 9                 |                   |
| ?                              | Mitsubishi Carisma GT Evo VI | Ignacio Sanfilippo    | Ezequiel Navábal         | 5-8               |                   |
| A.I.A                          | Citroën Saxo Kit Car         | Miguel Ángel Fuster   | Ezequiel Navábal         | 10-12             |                   |
| A.I.A                          | Citroën Saxo Kit Car         | Miguel Ángel Fuster   | José Vicente Medina      | 3-9, 14           |                   |
| Escudería Montañesa            | Citroën Saxo Kit Car         | Manuel Cabo           | Francisco J. Rodríguez   | 3-6               |                   |
| Escudería Montañesa            | Citroën Saxo Kit Car         | Manuel Cabo           | Tomás Aguado             | 7-8               |                   |
| Escudería Montañesa            | Citroën Saxo Kit Car         | Manuel Cabo           | Juan Antonio Castillo    | 12, 14            |                   |
| Escudería Voltregá             | SEAT Ibiza GTi 16V           | Joan Vinyes           | Xavi Lorza               | 3-9, 11-12        |                   |

## Resultados

### Campeonato de pilotos
| Pos. | Piloto              | CAT | ECI | CAJ | MED | LLA | OUR | AVI | RBX | COR | PRA | VEN | SAL | ITE | MAD | Puntos |
| ---- | ------------------- | --- | --- | --- | --- | --- | --- | --- | --- | --- | --- | --- | --- | --- | --- | ------ |
| 1.   | Jesús Puras         | Ret | 1   | 1   | 1   | Ret | 1   | 1   | Ret | 3   | 1   | 1   |     |     | 1   | 1188   |
| 2.   | Salvador Cañellas   | Ret |     | 2   |     | 1   | 3   | 2   |     | 1   | Ret |     |     |     |     | 852    |
| 3.   | Luis Monzón         |     | Ret | Ret |     | Ret | 2   | Ret | 1   | 2   | 2   | 2   | 1   | Ret | 2   | 771    |
| 4.   | Ignacio Sanfilipo   | Ret |     | 4   |     | 6   | 10  | 3   | 6   | 7   |     |     |     |     | 10  | 669    |
| 5.   | Sergio Vallejo      |     |     |     |     | 5   | 5   | Ret | 2   | 6   | Ret |     | 4   | 6   | 8   | 636    |
| 6.   | Miguel Ángel Fuster |     |     | 5   | 2   | 4   | Ret | Ret | 3   | Ret | 4   | 3   | Ret |     | 7   | 549    |
| 7.   | Manuel Cabo         |     |     | Ret | Ret | 9   | 7   | 6   | 4   |     | 3   |     | 2   |     | 9   | 546    |
| 8.   | Roberto Solís       |     | Des | 3   | 3   | 2   | 4   | Ret | Ret | Ret | Ret |     | 9   |     | Ret | 546    |
| 9.   | Joan Vinyes         |     |     | 6   |     | 8   | 18  | 5   | 8   | 8   |     | 4   | 5   |     |     | 498    |
| 10.  | Marc Blázquez       |     |     | 7   | 4   | 7   | 9   | 7   | 17  |     | Ret |     | 3   |     | 3   | 480    |

### Marcas
| Pos. | Marcas  | Puntos |
| ---- | ------- | ------ |
| 1.   | Citroën | 3141   |
| 2.   | Peugeot | 3138   |
| 3.   | SEAT    | 2193   |
| 4.   | Renault | 1674   |
| 5.   | FIAT    | 572    |

### Campeonato de copilotos
| Pos. | Piloto                       | Puntos |
| ---- | ---------------------------- | ------ |
| 1.   | Marc Martí                   | 1088   |
| 2.   | Carlos del Barrio            | 852    |
| 3.   | José Carlos Déniz            | 771    |
| 4.   | Diego Vallejo                | 768    |
| 5.   | Ezequiel Nazabal             | 606    |
| 6.   | Francisco J. Álvarez Machado | 546    |
| 7.   | Xavi Lorza                   | 498    |
| 8.   | Jordi Mercader               | 480    |
| 9.   | José Vicente Medina          | 429    |
| 10.  | Mario González               | 429    |

### Campeonato de grupo N
| Pos. | Piloto                | Puntos |
| ---- | --------------------- | ------ |
| 1.   | Ignacio Sanfilipo     | 1068   |
| 2.   | José Piñón            | 843    |
| 3.   | Alberto Hevia         | 762    |
| 4.   | Francisco Roig        | 759    |
| 5.   | Miguel Martínez-Conde | 750    |

### Copa Diésel
| Pos. | Piloto    | Puntos |
| ---- | --------- | ------ |
| 1.   | Dani Solá | 288    |

### Trofeo Júnior
| Pos. | Piloto                   | Puntos |
| ---- | ------------------------ | ------ |
| 1.   | Víctor Delgado           | 801    |
| 2.   | David Hernando Capdevila | 663    |
| 3.   | Miguel Diego Alonso      | 600    |
| 4.   | Luis M. Carballido       | 480    |
| 5.   | Carlos Márquez           | 270    |

### Copa Nacional Renault de rallyes
| Pos. | Piloto                | Puntos |
| ---- | --------------------- | ------ |
| 1.   | Alberto Hevia         | 678    |
| 2.   | José Piñón            | 651    |
| 3.   | Miguel Martínez-Conde | 582    |
| 4.   | Félix Álvarez         | 264    |
| 5.   | Jonathan de Miguel    | 174    |
| 6.   | Roberto Torres        | 171    |
| 7.   | Antonio Martínez      | 150    |
| 8.   | Albert Infantes       | 132    |
| 9.   | José C. Figueiras     | 90     |
| 10.  | Josep María Membrado  | 78     |

### Desafío Peugeot
| Pos. | Piloto               | Puntos |
| ---- | -------------------- | ------ |
| 1.   | Enrique García Ojeda | 950    |
| 2.   | Amador VIdal         | 794    |
| 3.   | Sergio López Fombona | 790    |
| 4.   | Emilio Segura        | 600    |
| 5.   | Miguel A. Zunino     | 510    |
| 6.   | David Nafría         | 494    |
| 7.   | Eloy Entrecanales    | 388    |
| 8.   | Víctor Delgado       | 342    |
| 9.   | Fermín García        | 288    |
| 10.  | Rafael Peñalva       | 282    |

### Desafío Peugeot júnior
| Pos. | Piloto        | Puntos |
| ---- | ------------- | ------ |
| 1.   | Emilio Segura | 150    |

### Trofeo Citroën de rallyes
| Pos. | Piloto          | Puntos |
| ---- | --------------- | ------ |
| 1.   | Javier Piñeiro  | 874    |
| 2.   | Pedro Burgo     | 624    |
| 3.   | Simón Otamendi  | 592    |
| 4.   | Ángel Domenech  | 360    |
| 5.   | Luis Carballido | 240    |

### Copa Ibiza 16V
| Pos. | Piloto             | Puntos |
| ---- | ------------------ | ------ |
| 1.   | Alfonso Loza       | 78     |
| 2.   | Aitor Zubillaga    | 76     |
| 3.   | Pedro Cordero      | 73     |
| 4.   | Luis Miguel Dopico | 47     |
| 5.   | César González     | 32     |
| 6.   | Alberto González   | 31     |
| 7.   | Joan Vidal         | 30     |
| 8.   | Joan Roca          | 30     |
| 9.   | Xavier Ezenarro    | 19     |
| 10.  | Francisco Aguirre  | 12     |